# Løgmanssteypið
Løgmanssteypið er pokalturneringen på Færøerne. Den blev etableret i 1955 og blev i den første sæson vundet af HB Torshavn. Grundet af Færøerne er et lille land er der kun 15 klubber der deltagere i turneringen.